# Teddy lässt Mäuse tanzen
Teddy lässt Mäuse tanzen ist eine deutsche Filmkomödie von 1914 innerhalb der Stummfilmreihe Teddy. Hauptdarsteller ist Paul Heidemann.

## Handlung
Unliebsamer Besuch der mannstollen Cousine wird vertrieben.

## Hintergrund
Die Kosten für den Film betrugen damals 250,00 Mark, das entspricht ca. 1.644 Euro. Produziert wurde der Stummfilm von Literaria Film unter der Nummer 1811. Teddy lässt Mäuse tanzen wurde von der Polizei Berlin mit einem Jugendverbot belegt (Nr. 14.22) ebenso wie von der Lehrern Hamburg (Nr. 4610).